# Cannibal Capers
Cannibal Capers är en amerikansk animerad kortfilm från 1930. Filmen ingår i Silly Symphonies-serien.

## Handling
Ett gäng kannibaler har samlats för att dansa, men de hinner inte göra det särskilt länge innan ett lejon plötsligt dyker upp.

## Om filmen
Filmen är en av de fåtal Disney-filmer som inte visats i amerikansk TV på grund av sin skildring av mörkhyade personer.